# Aanslag op het Bardomuseum
Tijdens de aanslag op het Bardomuseum in Tunis op 18 maart 2015 doodden terroristen 22 mensen, waaronder 21 toeristen. Zo'n 45 mensen raakten gewond. De terroristische groep Islamitische Staat (IS) eiste de verantwoordelijkheid voor de aanval op, maar de Tunesische autoriteiten gaan ervan uit dat de aan Al Qaida in de Islamitische Maghreb gelieerde groep Okba Ibn Nafaa de aanslag heeft gepleegd.

## Verloop
Rond 12.30 uur openden op het voorplein van het museum twee mannen het vuur op toeristen die net uit bussen stapten. De ingang tot het terrein werd bewaakt door slechts een bewaker. Terwijl bezoekers naar het museum renden om te ontsnappen, achtervolgden de schutters hen het gebouw in. De aanslagplegers gijzelden de toeristen. Rond 15.30 uur bestormde de Tunesische politie het museum. Tijdens de operatie werden twee terroristen gedood en de gijzelaars werden vrijgelaten. Uiteindelijk werden 21 toeristen, een agent van de anti-terreureenheid en twee aanslagplegers gedood en raakten 45 anderen gewond.

## Slachtoffers

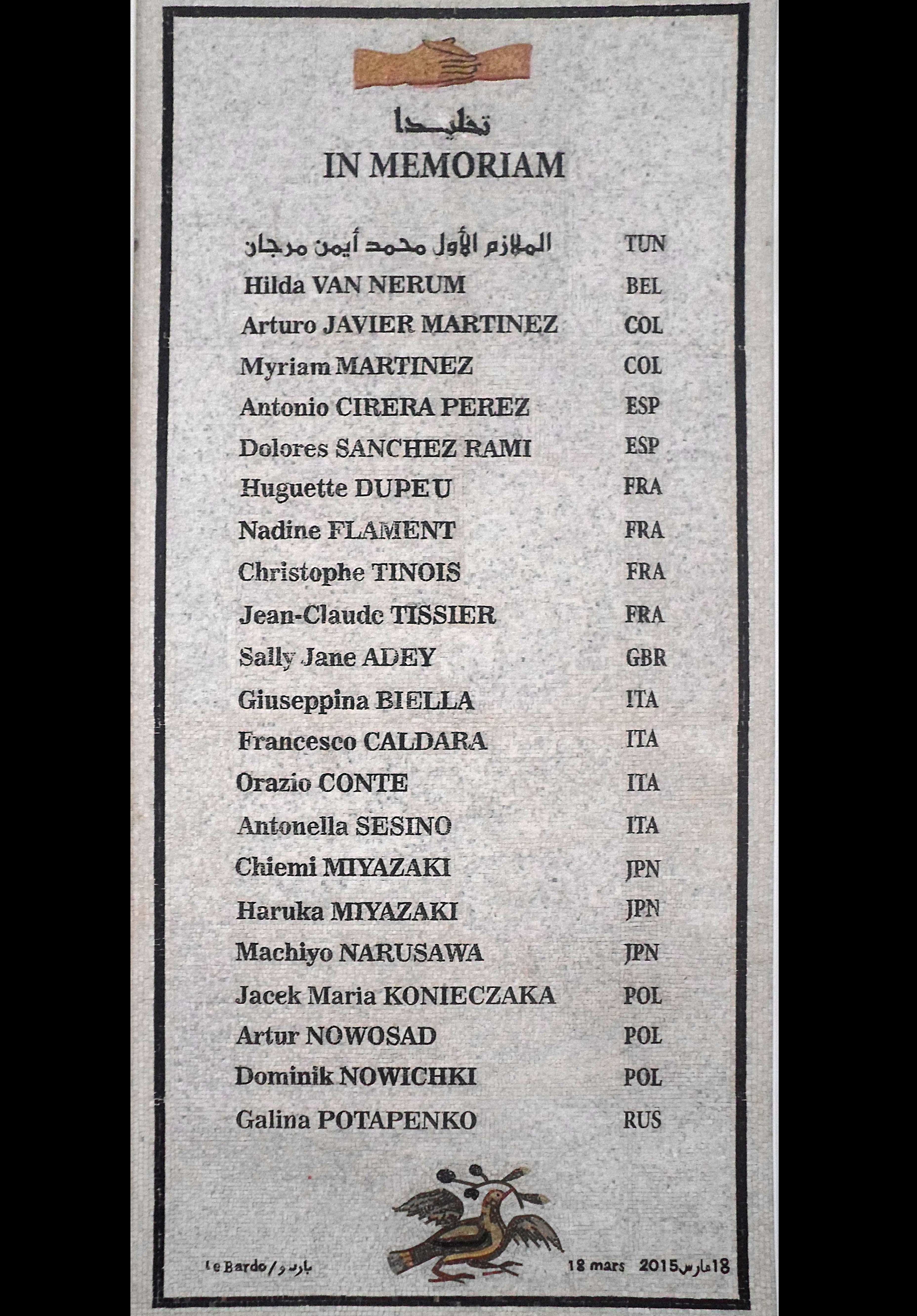
Gedenksteen met de namen van de slachtoffers bij het onthaal van het museum

Veel van de slachtoffers waren afkomstig van twee cruiseschepen, de Costa Fascinosa en de MSC Splendida, die aangemeerd lagen in de haven van La Goulette nabij Tunis.
| Land                | Aantal |
| ------------------- | ------ |
| Frankrijk           | 4      |
| Italië              | 4      |
| Japan               | 3      |
| Polen               | 3      |
| Colombia            | 2      |
| Spanje              | 2      |
| Tunesië             | 1      |
| België              | 1      |
| Rusland             | 1      |
| Verenigd Koninkrijk | 1      |
| Totaal              | 22     |

## Daders
Na de aanslag onthulde de Tunesische premier Habib Essid de identiteit van de twee Tunesische terroristen: Yassine Labidi uit Tunis en Jabeur Khachnaoui uit Kasserine. De regering meldde later dat er een derde, voorvluchtige aanslagpleger was.